# آرتور یونات
آرتور یونات (آلمانی: Arthur Jonath؛ ۹ سپتامبر ۱۹۰۹ – ۱۴ آوریل ۱۹۶۳) دونده سرعت اهل آلمان بود.
وی در مسابقات کشوری و بین‌المللی در مجموع برندهٔ ۱ مدال نقره، ۱ مدال برنز شده‌است.